# 北陸鉄道粟津線
粟津線（あわづせん）は、石川県小松市の粟津温泉駅と新粟津駅とを結んでいた鉄道路線である。地元の温泉旅館経営者達が中心となり馬車鉄道として開業し、温泉電軌をへて北陸鉄道に合併されるが、1962年（昭和37年）に全線が廃止された。
山中線・動橋線・連絡線・片山津線とともに加南線と総称されていた。

## 路線データ
- 路線距離（営業キロ）：3.4 km
- 軌間：1067 mm
- 駅数：4駅（起終点駅含む）
- 複線区間：なし（全線単線）
- 電化区間：全線

## 歴史
- 1911年（明治44年）3月5日：粟津軌道 粟津（後の粟津温泉） - 符津（後の新粟津）間が開業（軌間 762 mm）
- 1913年（大正2年）11月16日：温泉電軌に譲渡
- 1916年（大正5年）2月16日：改軌・電化
- 1943年（昭和18年）10月13日：（旧）北陸鉄道・温泉電軌等が合併して北陸鉄道設立。同社の粟津線となる
- 1945年（昭和20年）4月1日：軌道法に基づく軌道から地方鉄道法に基づく鉄道に変更
- 1962年（昭和37年）11月23日：全線廃止
  - 国道8号線の拡幅工事を理由としてのものだが、沿線住民の反発は根強く、ピケを張っての工事阻止行動もなされた。

## 駅一覧
駅名および所在地は廃止時点のもの。全駅石川県に所在。
凡例
列車交換 … Ｖ：交換可、｜：交換不可
| 駅名       | 駅間キロ | 営業キロ | 接続路線                 | 列車交換 | 所在地         |
| ---------- | -------- | -------- | ------------------------ | -------- | -------------- |
| 粟津温泉駅 | -        | 0.0      | 北陸鉄道：連絡線         | Ｖ       | 小松市粟津町   |
| 林駅       | 1.6      | 1.6      |                          | ｜       | 小松市林町     |
| 下粟津駅   | 0.5      | 2.1      |                          | ｜       | 小松市下粟津町 |
| 新粟津駅   | 1.4      | 3.5      | 国鉄：北陸本線（粟津駅） | ｜       | 小松市符津町   |